# Горный африканский трогон
Горный африканский трогон (лат. Apaloderma vittatum) — вид птиц семейства трогоновых.

## Описание
Средняя длина составляет около 28 см. Клюв и ноги желтые, а хвост, длинный и широкий, имеет узкую полоску на нижней стороне с черными и белыми полосами. У самца под глазом два желтых или оранжевых участка голой кожи; над глазом желтое или серое пятно. Верхняя часть груди переливается от фиолетового до сине-зеленого цвета; остальные нижние части красные. Спина зеленая, а хвост сверху иссиня-черный или пурпурно-черный. Голова самки коричневая, а горло и грудь светло-коричные; в остальном она похож на самца.

## Распространение и среда обитания
Горный африканский трогон встречается в Анголе, Бурунди, Камеруне, Конго, Экваториальной Гвинее, Кении, Малави, Мозамбике, Нигерии, Руанде, Танзании, Уганде и Замбии. Живет в лесах; встречается на высоте от 900 до 3000 м, обычно выше, чем уздечковый африканский трогон, но в некоторых местах они встречаются вместе.

## Размножение
Сезон размножения горного африканского трогона приходится на конец сухого сезона и начало сезона дождей (октябрь и ноябрь).

## Охранный статус
МСОП классифицирует горного африканского трогона как вызывающий наименьшее беспокойство, но этот вид испытывает тенденцию к сокращению из-за разрушения среды обитания.

## Рацион
Горный африканский трогон питается насекомыми и фруктами.